# Porto Mari

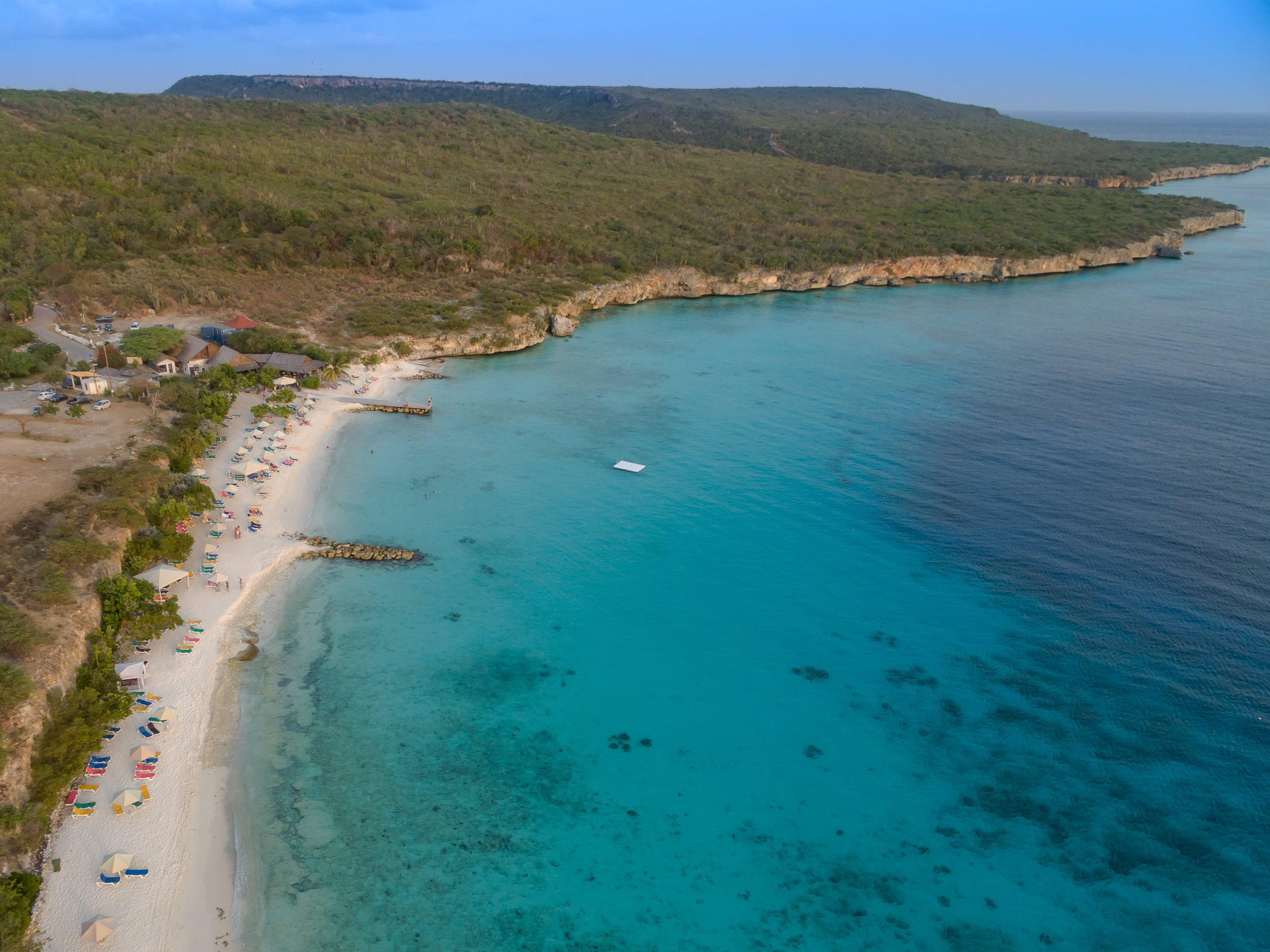
Playa Porto Mari

Porto Mari was een plantage op Curaçao. In 1684 gaf de overheid toestemming voor veeteelt op deze locatie.
Plantage Porto Mari kende zowel een bestaans- als een markteconomie. De plantage was een soort onderneming waarbij geproduceerd werd voor zowel de binnenlandse als de buitenlandse markt. Dit betrof landbouwproducten, maar ook melk, houtskool, dividivi-peulvruchten en mest. De meeste bewoners van de plantage werkten ook op de plantage. Daarnaast produceerden zij hun eigen voedsel.
Vanwege de strategische locatie van de baai van Porto Mari bouwden de Nederlanders er een fort dat ze in 1742 herbouwden onder de naam Fort Porto Marie. In 1805 vielen de Engelsen het fort aan, waarbij ze het plunderden en vernielden.
Tijdens de Curaçaose slavenopstand van 1795 speelde Porto Mari een rol omdat Tula, de leider van de opstand, daar zijn kamp had opgezet.
Tegenwoordig is Playa Porto Marie een toeristisch strand.